# NGC 4327
NGC 4327 في الفهرس العام الجديد، هي مجرة، تقع في كوكبة الهلبة. اكتشفت .

## روابط خارجية
- NGC 4327 على موقع ويكي سكاي: DSS2, SDSS, GALEX, IRAS, Hydrogen α, X-Ray, Astrophoto, Sky Map, Articles and images